# José Reginaldo Vital
Jose Reginaldo Vital est un footballeur brésilien né le 29 février 1976.